# Jim Marshall (jogador de futebol americano)
James Lawrence Marshall (Condado de Boyle, 30 de dezembro de 1937 – Minneapolis, 3 de junho de 2025) foi um jogador profissional de futebol americano que atuou como defensive end pelo Cleveland Browns (1960) e Minnesota Vikings (1961–1979). Na época de sua aposentadoria, possuía os recordes na carreira por mais partidas iniciadas consecutivas (270) e partidas jogadas (282). Ainda detém o recorde de mais fumbles recuperados (30) na carreira. Os Vikings aposentaram sua camisa número 70. Ele também é famoso pela "corrida para o lado errado" ou "wrong-way run" com os Vikings, na qual ele recuperou um fumble e retornou 66 jardas na direção errada e para dentro de sua própria end zone, resultando em um safety.
Marshall nasceu no Condado de Boyle, Kentucky, próximo a Parksville e agora reside em St. Louis Park, Minnesota.

## A corrida para o lado errado
Durante a temporada de 1964 com o Minnesota Vikings, Marshall se envolveu no que é considerado por muitos, incluindo o jornalista do site SI.com, John Rolfe, como o momento mais embaraçoso na história da NFL. Em 25 de outubro de 1964 em jogo contra o San Francisco 49ers, Marshall recuperou um fumble e correu 66 jardas na direção errada para dentro de sua própria end zone. Pensando que tinha anotado o touchdown para os Vikings, Marshall então joga a bola para longe em celebração. A bola caiu fora de campo, resultando em um safety para os 49ers. De acordo com Marshall, quando ele se aproximou do técnico dos Vikings Norm Van Brocklin, logo após o lance, Van Brocklin disse: "Jim, você fez a coisa mais interessante neste jogo hoje." Apesar da gafe, os Vikings venceram o jogo por  27–22, com a margem final da vitória vindo de um touchdown de Carl Eller, retornando um fumble causado por um sack do próprio  Marshall. Posteriormente Marshall recebeu uma carta de Roy Riegels, famoso por outra corrida na direção errada no Rose Bowl de 1929, onde se lia:  "Bem-vindo ao clube." Em 2019, o erro de Marshall ficou em 54º lugar entre as 100 Maiores Jogadas da NFL.

## Morte
Marshall morreu em 3 de junho de 2025, aos 87 anos.